# Jérôme Beaujour
Pour les articles homonymes, voir Beaujour.
Jérôme Beaujour, né le 10 octobre 1946 dans le 10e arrondissement de Paris et mort le 22 mai 2025 dans le 1er arrondissement,, est un écrivain, scénariste et réalisateur français.

## Biographie
Jérôme Beaujour est un des spécialistes du cinéma de Marguerite Duras dont il a réalisé la plupart des entretiens cinématographiques. Il fait partie du jury du prix Marguerite-Duras. En outre, il participe à de nombreuses manifestations qui lui sont consacrées (conférences, projections…).
Il intervient aussi à La Fémis.
En 2004, il est le président du jury jeune du Festival international des scénaristes dont il est d’ailleurs un des « parrains scénaristes ».

## Publications
- Collaboration à La Vie matérielle de Marguerite Duras, P.O.L., 1987
- Les Gens, P.O.L, 1991
- Tout dire, P.O.L, 1995
- « Une visite », L'Infini, Gallimard, 1996
- Le 7e ciel, avec Benoît Jacquot, Cahiers du cinéma, 1999
- Collaboration à Une partie du cœur de Christine Angot, Stock, 2004 Prix France Culture.
- Dans le décor, P.O.L, 2005
- « Ici ailleurs », Duras, l'œuvre matérielle, sous la direction de Sophie Bogaert, éditions IMEC, 2006

## Filmographie

### Réalisations
- Duras filme, en collaboration avec Jean Mascolo, moyen métrage, 1981, réalisé sur le tournage d'Agatha et les lectures illimitées de Marguerite Duras
- Série d'entretiens de Marguerite Duras réalisés en 1984 :
  - La Classe de la violence, autour de Nathalie Granger
  - La Couleur des mots, autour de India Song
  - Le Cimetière anglais, autour de Son nom de Venise dans Calcutta désert
  - La Dame des Yvelines, autour du Camion
  - Le Rectangle blanc d'après Aurélia Steiner et Les Mains négatives
  - La Caverne noire, suivi de l’épilogue Work and Words

### Scénarios et adaptations
- La Fille seule, 1995
- Le Septième ciel, 1997
- Pas de scandale, 1999
- Change moi ma vie, 1999
- Marée haute, court métrage, 1999
- Elle est des nôtres, 2000
- La Correctrice, 2001
- Le Rôle de sa vie, 2004 Prix du meilleur scénario et prix d'interprétation féminine pour Karin Viard au festival de Montréal 2004.
Prix TV5 du public au festival du film français de Stockholm 2005.
- La Moustache, 2005
- Désiré Landru, téléfilm, 2005 Label Europa Cinemas lors du festival de Cannes 2005.
- Ça brûle, 2006
- De particulier à particulier, 2006, dans lequel il fait une apparition Prix Variety.
- La Vérité ou presque, 2007
- Terra Rossa, 2007
- Le Grand alibi, 2008
- Deux jours à tuer, 2008
- Les Envoûtés, 2008
- Les Grands soirs, 2011
- La Religieuse, 2010
- Les Confins du monde, 2013
- Les Chevaliers blancs, 2015
- Dernier Amour, 2019
- La Sainte Famille, 2019